# Karl Theodor von Küstner

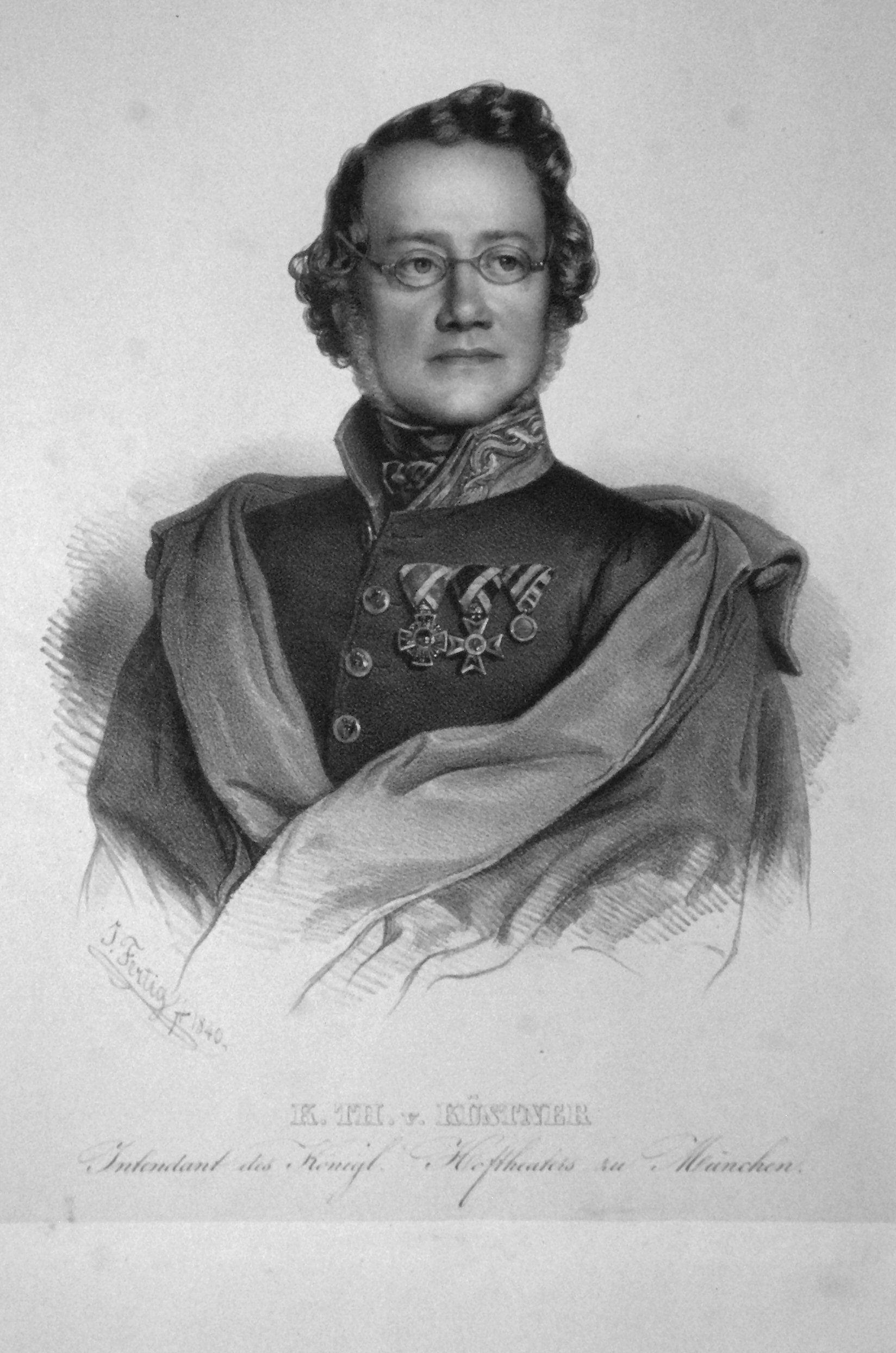
Karl Theodor von Küstner, litografi av Ignaz Fertig, 1840.

Karl Theodor von Küstner, född 26 november 1784, död 28 oktober 1864, var en tysk teaterledare.
Küster ledde 1817–1828 stadsteatern i Leipzig, 1830–1831 hovteatern i Darmstadt, 1833–1842 hovteatern i München och 1842–1851 som generalintendent de kungliga teatrarna i Berlin. Küstner var en lysande organisatör och hanst teaterledning såväl konstnärligt som ekonomiskt mönstergill. Han utgav Rückblicke auf das Leipziger Stadttheater (1830) och 34 Jahre meiner Theaterleitung (1853). 